# Colorir
Colorir é o extended play de estreia da cantora brasileira de música soul e R&B Majur. As músicas foram compostas pela própria cantora e produzidas por Jaguar Andrade. O EP também contém a participação especial do rapper Hiran.

## Lista de faixas
| N.º            | Título                 | Compositor(es) | Duração |  |
| 1.             | "Africaniei"           | Majur          | 2:32    |  |
| 2.             | "Náufrago" (com Hiran) | Majur          | 2:55    |  |
| 3.             | "Detalhe"              | Majur          | 3:35    |  |
| Duração total: | Duração total:         | Duração total: | 08:22   |  |